# Pete Maravich Assembly Center
 (mars 2025).
Si vous disposez d'ouvrages ou d'articles de référence ou si vous connaissez des sites web de qualité traitant du thème abordé ici, merci de compléter l'article en donnant les références utiles à sa vérifiabilité et en les liant à la section « Notes et références ».
Pour les articles homonymes, voir PMAC.
La Pete Maravich Assembly Center (PMAC) est une salle de basket-ball située à Baton Rouge, Louisiane. Les locataires sont les LSU Tigers.